# 23855 Brandonshih
23855 Brandonshih là một tiểu hành tinh vành đai chính với chu kỳ quỹ đạo là 1653.9243283 ngày (4.53 năm).
Nó được phát hiện ngày 14 tháng 9 năm 1998.